# Giornale storico della letteratura italiana
Le Giornale storico della letteratura italiana est la plus ancienne publication spécialisée sur la littérature italienne. Elle a été fondée en 1883 à Turin par Rodolfo Renier, Arturo Graf et Francesco Novati. Aujourd’hui c’est un trimestriel publié par l’éditeur turinois Loescher. Son directeur de publication est le critique littéraire Arnaldo Di Benedetto.